# فاتح سولاك
فاتح سولاك (بالتركية: Fatih Solak)‏ مواليد 25 يوليو 1980، هو لاعب كرة سلة تركي بدأ مسيرته الاحترافية في سنة 2001 يلعب في الدوري التركي لكرة السلة ويحمل الرقم 11. يبلغ طوله 7 قدم 0 بوصة (2.1 م).

## فرق لعب لها
- غلطة سراي لكرة السلة
- تورك تيليكوم

## الميداليات
| الميدالية | المسابقة                        |
| --------- | ------------------------------- |
| برونزية   | ألعاب البحر الأبيض المتوسط 2009 |

## روابط خارجية
- فاتح سولاك على موقع الاتحاد الدولي لكرة السلة (الإنجليزية)
- فاتح سولاك على موقع كرة السلة الأوروبية.كوم (الإنجليزية)
- فاتح سولاك على موقع ريلجم (الإنجليزية)
- فاتح سولاك على موقع بروبوليرز (الإنجليزية)
- فاتح سولاك على موقع سبورتس رفرنس (الإنجليزية)